# クロスロード (1986年の映画)
『クロスロード』（Crossroads）は、1986年公開のアメリカ映画。監督はウォルター・ヒル。

## 概要
ブルースを主題としたロードムービー。画面は主にカラー、一部モノクロ。実在のブルース・ミュージシャン（ギタリスト）、十字路に現れる悪魔に魂を担保にブルースの極意を得るという契約を交わしたとされるロバート・ジョンソンの「クロスロード伝説」をモチーフとしている。
日本公開は1987年4月。字幕は戸田奈津子が担当。キャッチ・コピーは『「伝説の曲」を求めて、青春の新しい旅が始まる』。

## ストーリー
ジュリアード音楽院でクラシック・ギターを学んでいた少年ユジーンは、卓越したテクニックで周囲から期待されていたが、彼が本当に好きなのはブルースだった。伝説のブルースマン、「ブラインド・ドッグ・フルトン」ことウイリー・ブラウンが近所の病院にいると知ったユジーンは、ウイリーの所に押しかける。ウイリーは「ロバート・ジョンソンの30曲目」を知っていると語り、自分の町のミシシッピ州ヤズーシティに連れて行ってくれるなら、その歌を教えると言う。そして、2人はミシシッピ州に向かうが、バス代が足りず、メンフィスからは2人でさすらいの旅をすることとなる。
旅の途中、2人は家出少女のフランセスと出会い、共に旅を続ける。ユジーンはフランセスに惹かれていくが、ある朝、フランセスはウイリーにL.Aへ行くと言い残して去っていった。悲しみにくれるユジーンは、いつしかブルースの極意を掴んでいく。そして、かつてウイリーが悪魔と契約した十字路に着くと、「スクラッチ」という悪魔が現れた。ユジーンは、ウイリーを助けるため、スクラッチの手先であるジャックというギタリストと勝負する。ギター対決はユジーンが勝利し、スクラッチは契約書を破る。ウイリーの魂は自由になった。
2人はシカゴへ向かうが、ウイリーはユジーンに「シカゴまでは付き合うが、そこからは一人だ」と告げ、自分が見つけたブルースを他の場所に伝えていくようアドバイスする。

## キャスト
※括弧内は日本語吹替（Netflixで配信）。
- ラルフ・マッチオ - ユジーン・マートン（岸尾だいすけ）
- ジョー・セネカ - ウイリー・ブラウン（中博史）
- ジェイミー・ガーツ - フランセス
- ロバート・ジャッド - スクラッチ
- ジョー・モートン - スクラッチの助手（中野泰佑）
- スティーヴ・ヴァイ - ジャック・バトラー
- ハリー・ケイリー・ジュニア - バーテンダー
- ジョン・ハンコック - 警官
- ティム・ラス - ロバート・ジョンソン

## 音楽
音楽はライ・クーダーが担当し、劇中のギター・トラックも主にライの吹き替え演奏。サウンドトラックにはジム・ケルトナー、ネイザン・イースト、ヴァン・ダイク・パークス等も演奏で参加。また、スティーヴ・ヴァイがギタリスト役で出演し、終盤のギター対決シーンでは、主人公ユジーンのギター演奏の最後の部分も、スティーヴが吹き替え演奏している。

## Track listing
| #   | タイトル                                       | 作詞・作曲                                                    | 時間 |
| --- | ---------------------------------------------- | ------------------------------------------------------------- | ---- |
| 1.  | 「Crossroads」                                 | Ahmad Jamal, Robert Johnson, Traditional                      | 4:24 |
| 2.  | 「Down in Mississippi」                        | J. B. Lenoir                                                  | 4:25 |
| 3.  | 「Cotton Needs Pickin'」                       | Frank Frost, Richard "Shubby" Holmes, John Price, Otis Taylor | 2:58 |
| 4.  | 「Viola Lee Blues」                            | Noah Lewis                                                    | 3:11 |
| 5.  | 「See You in Hell, Blind Boy」                 | Ry Cooder                                                     | 2:10 |
| 6.  | 「Nitty Gritty Mississippi」(not in the movie) | Fred Burch, Don Hill                                          | 2:57 |
| 7.  | 「He Made a Woman Out of Me」                  | Fred Burch, Don Hill                                          | 4:12 |
| 8.  | 「Feelin' Bad Blues」                          | Ry Cooder                                                     | 4:16 |
| 9.  | 「Somebody's Callin' My Name」                 | Traditional                                                   | 1:45 |
| 10. | 「Willie Brown Blues」                         | Ry Cooder, Joe Seneca                                         | 3:45 |
| 11. | 「Walkin' Away Blues」                         | Ry Cooder, Sonny Terry                                        | 3:37 |